# Moldavie au Concours Eurovision de la chanson 2007
La Moldavie a choisi la chanson qui va la représenter au Concours Eurovision de la chanson 2007 en interne, grâce à un panel d'experts sélectionnés par Teleradio-Moldova. Un jury a d'abord sélectionné trois chansons sur 34 et un jury professionnel a sélectionné Natalia Barbu parmi les trois chansons encore en compétition.
Natalia Barbu a battu Olia Tira et Zdob și Zdub, groupe qui a représenté pour la première fois la Moldavie, en 2005. Natalia interprète Fight à Helsinki.
Natalia Barbu est une Moldave de 27 ans construisant sa carrière grâce à des représentations dans les festivals nationaux, et à l'étranger. Son premier album, Între ieri și azi est sorti en 2001, puis elle a continué avec Zbor de dor en 2003. Son single le plus vendu fut Îngerul meu.

## Résultats de la finale
| Interprète(s) | Chanson            | Points | Place | Traduction du titre   |
| ------------- | ------------------ | ------ | ----- | --------------------- |
| Natalia Barbu | Fight              | 94     | 1     | Combat                |
| Zdob și Zdub  | Space Cowboy       | 76     | 2     | Cowboy de l'espace    |
| Olia Tira     | Your Place or Mine | 70     | 3     | Ta place ou la mienne |